# Mary Saran
Pour les articles homonymes, voir Saran (homonymie).
Maria Martha Saran (13 juillet 1897 - 16 février 1976), connue sous le nom de Mary Saran, est une journaliste britannique d'origine allemande.
Mary Saran a également écrit sous le pseudonyme de M. Jensen, Maria Hodann ou Mary Flanders.

## Biographie
Maria Saran naît à Cranz, une ville balnéaire de Prusse orientale. Elle était la septième des dix enfants de l'architecte Richard Saran et de son épouse. Maria est une nièce maternelle du diplomate Johannes Kriege, et cousine de l'avocat Walter Kriege,. La famille vit près de Königsberg, et à partir de 1901, à Wiesbaden puis à Berlin, en 1906.
Elle commence des études de médecine, à Berlin et Göttingen en 1918, avant de se marier avec Max Hodann en décembre 1919. Le couple a une fille, Renate Saran, puis se sépare en 1926.
Maria s'implique dans l'Internationaler Sozialistischer Kampfbund (ISK), créée en 1918 par Leonard Nelson,. Elle s'engage dans des activités d'éducation des adultes et dans le travail social. Elle rejoint en 1918 le Parti social-démocrate indépendant (USPD) scission du Parti social-démocrate,. Elle revient néanmoins au SPD au début des années 1920 et signe en 1932 l'appel de l'ISK en faveur de l'unité de la gauche dans le contexte de l'imminence de la Machtergreifung en Allemagne.
Dans le contexte du Reichstagsbrandverordnung, Maria Saran s'enfuit avec sa fille, en passant par la France puis le Danemark. À la fin de 1933, elle est réfugiée en Angleterre, et vit dans une maison partagée avec d'autres socialistes.
Elle rejoint le Socialist Vanguard Group (en),, branche britannique de l'ISK. En 1941, elle est rédactrice en chef de la publication mensuelle du groupe. Elle épouse Allan Flanders (en), un camarade socialiste britannique, et acquiert ainsi la citoyenneté britannique, en 1935 ou 1936,,,.
Après la guerre, Mary Saran reste en Angleterre, travaillant comme journaliste indépendante. Elle est rédactrice en chef de Europe speaks en remplacement de Willi Eichler qui est rentré en Allemagne. Elle travaille avec l'UNESCO sur des questions féminines, et participe au Parti travailliste britannique pour des questions en lien avec l'éducation des adultes. Elle enseigne dans une école de Londres à partir de 1974 et publie ses mémoires en 1976 sous le titre Never give up.
Elle meurt en 1976. L'historienne Susanne Miller traduit en allemand ses mémoires, publiés à compte d'auteur sous le titre Gib niemals auf. Erinnerungen, en 1979.

## Publications
- European Revolution: How to Win the Peace. Londres, 1941
- The Future Europe. Peace or Power Politics? Londres, 1942
- avec Willi Eichler & Werner Hansen, Re-Making Germany, préface de James Griffiths, International Publishing Company, SVG, Londres, 1945.
- 1975 For Community Service The Mount Carmel Experiment, Blackwell Publishers, 1975.
- 1976 Never give up. Memoirs, préface d'W. Arthur Lewis, Oswald Wolff Ltd., Londres, 1975 (trad. en allemand, par Susanne Miller, Gib niemals auf. Erinnerungen, Bonn, 1979.